# Чунеши (Цхалтубо)
Чунеши (груз. ჩუნეში) — село в Грузии, на территории Цхалтубского муниципалитета края (мхаре) Имеретия.

## География
Село находится в западной части Грузии, на расстоянии 5 километров к северо-западу от города Цхалтубо, административного центра муниципалитета. Абсолютная высота — 130 метров над уровнем моря.

## Население
По результатам официальной переписи населения 2014 года, в Чунеши проживало 546 человек (286 мужчин и 260 женщин). В национальной структуре населения грузины составляли 99,3 %, армяне — 0,55 %, русские — 0,15 %.
| Год  | Население, человек |
| ---- | ------------------ |
| 2002 | 812                |
| 2014 | ↘ 546              |